# Дерби дела Лантерна
Дерби дела Лантерна, известно още като Дербито на Генуа (на италиански: Derby della Lanterna, Derby di Genova), е названието на футболните мачове между двата гранда на Генуа - „Сампдория“ и „Дженоа“.
В буквален превод името означава Дерби на фенера (фара). Наречено е на името на морския фар в Генуа - Торе дела Лантерна и във връзка с факта, че в Италия е единственото престижно дерби между отбори от пристанищен град.
Мачовете се играят предимно на стадион „Луиджи Ферарис“. Първото дерби се състои на 3 ноември 1946 г., в което „Сампдория“ побеждава с 3:0.
|             | Общо мачове | Дженоа | Равенства | Сампдория |
| Серия А     | 65          | 16     | 25        | 24        |
| Серия Б     | 16          | 5      | 6         | 5         |
| Копа Италия | 12          | 2      | 4         | 6         |
| Други       | 18          | 5      | 9         | 4         |
| Общо        | 111         | 28     | 44        | 39        |